# Фарина-Элия, Сильвия
Сильвия Фарина-Элия (итал. Silvia Farina Elia; род. 27 апреля 1972 года в Милане) — итальянская профессиональная теннисистка, победительница 12 турниров WTA в одиночном и парном разрядах.

## Спортивная карьера
Сильвию Фарину привела в теннис в десять лет её мать, и она посвятила этой игре следующие 23 года жизни. На протяжении длинной игровой карьеры Фарины успехи располагались относительно равномерно, в результате чего она, с одной стороны, 12 сезонов подряд заканчивала среди ста сильнейших теннисисток мира и является сообладательницей рекорда сборной Италии по количеству одержанных побед в Кубке Федерации (а также единоличной рекордсменкой по числу побед в одиночном разряде), а с другой — ни разу не поднялась выше четвертьфинала в турнирах Большого шлема и так и не вошла в первую десятку рейтинга.
Свои первые матчи в профессиональных турнирах Сильвия Фарина провела в 1988 году. На следующий год она дошла до финала Открытого чемпионата Франции в парном разряде среди девушек (с Кати Каверзасио). В апреле 1990 года она в паре с Ритой Гранде дошла до финала турнира Virginia Slims в Таранто, а в дальнейшем выиграла три турнира ITF в парном разряде. В 1991 году в Сан-Марино она дошла до своего первого финала турнира WTA в одиночном разряде, победив по ходу двух соперниц из первой сотни мирового рейтинга, в том числе посеянную первой Рафаэллу Реджи, после чего передвинулась со 124-го на 87-е место в рейтинге. Хотя она закончила выступления в этом сезоне уже в сентябре, до конца года она сумела сохранить за собой место в первой сотне.
Следующий год оказался для Фарины неудачным, её лучшим результатом был выход в полуфинал турнира WTA в Палермо, но в 1993 году её игра улучшилась, в особенности в парном разряде, где она сначала выиграла турнир ITF в Лиможе, потом дошла до полуфинала Открытого чемпионата Италии, а затем до финала в Палермо. После этого она вошла в сотню сильнейших теперь уже в парном разряде и впервые была приглашена в сборную, где провела игры против сборных Израиля и Чехии. В одиночном разряде она также выиграла турнир в Лиможе, а после выхода во второй круг на Открытом чемпионате Италии вернулась в число ста лучших в мире.
В 1994 году на Открытом чемпионате Франции и в Истборне Фарина одержала первые победы над соперницами из первой десятки рейтинга Габриэлой Сабатини и Кимико Датэ. В парном разряде она, находясь в рейтинге на 157 месте, уже в первом круге Открытого чемпионата Франции взяла с Джинджер Нильсен верх над шестой посеянной парой и в итоге дошла до четвертьфинала, где путь ей преградила лучшая пара мира — Наталья Зверева и Джиджи Фернандес. На следующий год она с Андреа Темешвари завоевала в Мариа-Ланковиц (Австрия) свой первый титул WTA в парном разряде, а в одиночном после выхода в полуфинал турнира I категории в Хилтон-Хед-Айленде вошла в число 50 лучших теннисисток мира. 1996 год был для неё ознаменован участием в Олимпийском теннисном турнире в Атланте, где она в одиночном разряде выбыла из борьбы во втором круге (проиграв будущей вице-чемпионке Аранче Санчес Викарио), а в парах — в первом.
1997 год в парном разряде начался для Фарины удачно: она вышла в финал турнира в Голд-Косте, потом в третий круг Открытого чемпионата Австралии и уже в феврале вернула себе место в сотне сильнейших. В июле она выиграла свой второй турнир WTA в парах. В одиночном разряде её лучшим результатом был также выход в третий круг турнира Большого шлема, но в 1998 году она совершила рывок, выйдя за сезон в финал сразу четырёх турниров WTA третьей и четвёртой категорий. Она снова победила за год двух соперниц из первой десятки, Аманду Кётцер и Натали Тозья, а сама к ноябрю впервые вошла в двадцатку сильнейших. В парах она выиграла уже третий свой турнир WTA, на этот раз в Праге, и дошла до четвертьфинала сразу на двух турнирах Большого шлема: сначала во Франции, а потом на Уимблдоне.
В 1999 году Фарина выиграла в парном разряде рекордные для своей карьеры три турнира и второй год подряд дошла до четвертьфинала на Уимблдоне. Результатом стал подъём на 24 место в рейтинге игроков в парном разряде, высшее в её карьере. Ещё одним достижением сезона стал для неё выход со сборной Италии в полуфинал Кубка Федерации после победы над испанками, которую во многом предопределил её успех в матчах с Вирхинией Руано и Маги Серной. В сентябре 1999 года Сильвия Фарина вышла замуж. Её мужем стал её тренер Франческо Элия, и с тех пор она выступала под двойной фамилией. 2000 год Фарина-Элия начала с выхода в финал турнира II категории в Ганновере в паре с Кариной Габшудовой, а в июле во второй раз выиграла в Палермо, теперь с Ритой Гранде. В одиночном разряде она выступала менее успешно, не поднимаясь выше полуфиналов, но попала на свою вторую Олимпиаду в Сидней и дошла там до третьего круга, победив во втором посеянную соперницу, но потом уступив посеянной шестой Доминик Монами из Бельгии. В парном разряде она тоже участвовала в Олимпиаде, но, как и четыре года назад, выбыла в первом же круге.
В 2001 году в Страсбурге Фарина-Элия выиграла первый в карьере турнир WTA в одиночном разряде. Этот же турнир она выиграла и в парах. Кроме того, в одиночном разряде она дошла до финала турнира в Голд-Косте и четвёртого круга на Открытом чемпионате Франции. К концу сезона она находилась на 15 месте в рейтинге и приняла участие в итоговом турнире WTA-тура, где, правда, сразу же уступила Серене Уильямс, будущей чемпионке. На следующий год она второй раз подряд выиграла одиночный турнир в Страсбурге и вышла в четвёртый круг на Открытом чемпионате Франции и Открытом чемпионате США. Со сборной она во второй раз в карьере дошла до полуфинала Кубка Федерации, внеся важный вклад в четвертьфинальную победу над бельгийками — прошллогодними обладательницами Кубка, а в конце года второй раз подряд участвовала в итоговом турнире сезона, опять проиграв в первом круге, теперь Дженнифер Каприати.
В 2003 и 2004 году Фарина-Элия сохраняла свои позиции в числе 50 лучших теннисисток мира как в одиночном, так и в парном разряде. Среди основных достижений этих лет были единственный в карьере выход в четвертьфинал турнира Большого шлема в одиночном разряде (на Уимблдоне в 2003 году), ещё один четвертьфинал Открытого чемпионата Франции в парах, третья подряд победа в Страсбурге и выигрыш в 2004 году с Франческой Скьявоне турнира II категории в Варшаве. За два года она трижды побеждала в одиночном разряде соперниц из первой десятки. На Олимпиаде в Афинах она дошла до второго круга и в одиночном разряде, и в паре со Скьявоне, проиграв будущим чемпионкам Ли Тин и Сунь Тяньтянь.
В 2005 году Фарина-Элия по разу побывала в финалах турниров WTA, а также в четвёртом круге Открытого чемпионата Австралии в одиночном разряде. К концу года она всё ещё оставалась в числе 30 лучших теннисисток мира в одиночном разряде и продолжала обыгрывать представительниц Top-10 (в этом году ей удалось взять верх над обеими сёстрами Уильямс). Тем не менее в октябре она объявила об уходе из тенниса в связи с трудностями восстановления после травмы плеча и общей усталостью.

## Позиция в рейтинге в конце сезона
| Год  | Одиночный разряд | Парный разряд |
| ---- | ---------------- | ------------- |
| 2004 | 20               | 43            |
| 2003 | 24               | 45            |
| 2002 | 17               | 41            |
| 2001 | 14               | 36            |
| 2000 | 63               | 63            |
| 1999 | 26               | 85            |
| 1998 | 19               | 67            |
| 1997 | 43               | 123           |
| 1996 | 40               | 146           |
| 1995 | 53               | 92            |
| 1994 | 52               | 235           |
| 1993 | 85               | 131           |
| 1992 | 170              |               |
| 1991 | 69               |               |
| 1990 | 196              |               |
| 1989 | 172              |               |

## Участие в финалах турниров за карьеру (30)
| Легенда            |
| ------------------ |
| Большой шлем       |
| Чемпионат WTA      |
| I категория        |
| II категория (6)   |
| III категория (11) |
| IV категория (10)  |
| V категория (2)    |
| VS (1)             |

### Одиночный разряд (13)

#### Победы (3)
| №  | Дата        | Турнир                                     | Покрытие | Соперница в финале | Счёт в финале |
| -- | ----------- | ------------------------------------------ | -------- | ------------------ | ------------- |
| 1. | 26 мая 2001 | Международный турнир в Страсбурге, Франция | Грунт    | Анке Хубер         | 7-5, 0-6, 6-4 |
| 2. | 25 мая 2002 | Международный турнир в Страсбурге (2)      | Грунт    | Елена Докич        | 6-4, 3-6, 6-3 |
| 3. | 24 мая 2003 | Международный турнир в Страсбурге (3)      | Грунт    | Каролина Шпрем     | 6-3, 4-6, 6-4 |

#### Поражения (10)
| №   | Дата        | Турнир                                          | Покрытие | Соперница в финале      | Счёт в финале    |
| --- | ----------- | ----------------------------------------------- | -------- | ----------------------- | ---------------- |
| 1.  | 21 июл 1991 | Открытый чемпионат Сан-Марино                   | Грунт    | Катя Пикколини          | 2-6, 3-6         |
| 2.  | 11 янв 1998 | ASB Classic, Окленд, Новая Зеландия             | Хард     | Доминик ван Рост        | 6-4, 6-7(9), 5-7 |
| 3.  | 26 апр 1998 | Budapest Lotto Open, Венгрия                    | Грунт    | Вирхиния Руано-Паскуаль | 4-6, 6-4, 3-6    |
| 4.  | 19 июл 1998 | Кубок Варшавы, Польша                           | Грунт    | Кончита Мартинес        | 0-6, 3-6         |
| 5.  | 1 ноя 1998  | SEAT Open, Люксембург                           | Ковёр    | Мари Пьерс              | 0-6, 0-2 отказ   |
| 6.  | 14 фев 1999 | Nokia Cup, Простеёв, Чехия                      | Ковёр    | Генриета Надьова        | 6-7(2), 4-6      |
| 7.  | 7 янв 2001  | Uncle Tobys Hardcourts, Голд-Кост, Австралия    | Хард     | Жюстин Энен             | 6-7(5), 4-6      |
| 8.  | 17 янв 2004 | Канберра, Австралия                             | Хард     | Паола Суарес            | 6-3, 4-6, 6-7(5) |
| 9.  | 22 фев 2004 | Diamond Games, Антверпен, Бельгия               | Хард (i) | Ким Клейстерс           | 3-6, 0-6         |
| 10. | 10 апр 2005 | Bausch & Lomb Championships, Амелия-Айленд, США | Грунт    | Линдсей Дэвенпорт       | 5-7, 5-7         |

### Парный разряд (17)

#### Победы (9)
| №  | Дата        | Турнир                                                 | Покрытие | Партнёр            | Соперницы в финале                              | Счёт в финале    |
| -- | ----------- | ------------------------------------------------------ | -------- | ------------------ | ----------------------------------------------- | ---------------- |
| 1. | 24 июл 1995 | Открытый чемпионат Штирии, Мариа-Ланковиц, Австрия     | Грунт    | Андреа Темешвари   | Ленка Ценкова Катержина Шишкова                 | 6-4, 7-5         |
| 2. | 14 июл 1997 | Международный турнир в Палермо, Италия                 | Грунт    | Барбара Шетт       | Флоренсия Лабат Мерседес Пас                    | 2-6, 6-1, 6-4    |
| 3. | 6 июл 1998  | Skoda Czech Open, Прага                                | Грунт    | Карина Габшудова   | Квета Грдличкова Михаэла Паштикова              | 2-6, 6-1, 6-1    |
| 4. | 4 янв 1999  | ASB Classic, Окленд, Новая Зеландия                    | Хард     | Барбара Шетт       | Марлен Вайнгартнер Седа Норландер               | 6-2, 7-6(2)      |
| 5. | 14 июн 1999 | Heineken Trophy, Хертогенбос, Нидерланды               | Хард     | Рита Гранде        | Кара Блэк Кристи Богерт                         | 7-5, 7-6(2)      |
| 6. | 14 июн 1999 | Egger Tennis Festival, Пёрчах-ам-Вёртерзе, Австрия (2) | Хард     | Карина Габшудова   | Ольга Лугина Лаура Монтальво                    | 6-4, 6-4         |
| 7. | 10 июл 2000 | Международный турнир в Палермо (2)                     | Грунт    | Рита Гранде        | Руксандра Драгомир-Илие Вирхиния Руано-Паскуаль | 6-4, 0-6, 7-6(6) |
| 8. | 21 мая 2001 | Международный турнир в Страсбурге, Франция             | Грунт    | Ирода Туляганова   | Аманда Кётцер Лори Макнил                       | 6-1, 7-6(0)      |
| 9. | 26 апр 2004 | J&S Cup, Варшава, Польша                               | Грунт    | Франческа Скьявоне | Жисела Дулко Патрисия Тарабини                  | 3-6, 6-2, 6-1    |

#### Поражения (8)
| №  | Дата        | Турнир                                       | Покрытие | Партнёр             | Соперницы в финале                        | Счёт в финале    |
| -- | ----------- | -------------------------------------------- | -------- | ------------------- | ----------------------------------------- | ---------------- |
| 1. | 30 апр 1990 | Таранто, Италия                              | Грунт    | Рита Гранде         | Елена Брюховец Евгения Манюкова           | 6-7, 1-6         |
| 2. | 5 июл 1993  | Международный турнир в Палермо, Италия       | Грунт    | Бренда Шульц        | Карин Кшвендт Наталья Медведева           | 4-6, 6-7(4)      |
| 3. | 28 окт 1996 | Кубок Кремля, Москва, Россия                 | Ковёр    | Барбара Шетт        | Наталья Медведева Лариса Савченко-Нейланд | 6-7(5), 6-4, 1-6 |
| 4. | 30 дек 1996 | Gold Coast Classic, Австралия                | Хард     | Руксандра Драгомир  | Наоко Кидзимута Нана Мияги                | 6-7(3), 1-6      |
| 5. | 14 фев 2000 | Faber Grand Prix, Ганновер, Германия         | Ковёр    | Карина Габшудова    | Наталья Зверева Оса Свенссон              | 3-6, 4-6         |
| 6. | 20 окт 2003 | Generali Ladies Linz, Австрия                | Хард (i) | Марион Бартоли      | Ай Сугияма Лизель Хубер                   | 1-6, 6-7(6)      |
| 7. | 9 фев 2004  | Open Gaz de France, Париж                    | Ковёр    | Франческа Скьявоне  | Барбара Шетт Патти Шнидер                 | 3-6, 2-6         |
| 8. | 2 янв 2005  | Uncle Tobys Hardcourts, Голд-Кост, Австралия | Хард     | Мария Елена Камерин | Елена Лиховцева Магдалена Малеева         | 3-6, 7-5, 1-6    |